# Australogyra
Australogyra is een geslacht van neteldieren uit de klasse van de Anthozoa (bloemdieren).

## Soort
- Australogyra zelli (Veron, Pichon & Best, 1977)